# Університет Бордо III
Університет Бордо III імені Мішеля де Монтеня — французький університет, належить до академії Бордо. Заснований в 1971 році.

## Історія
Внаслідок травневих заворушень 1968 році указом Едгара Фора університет Бордо, як і багато французьких університетів, розформовано на більш дрібні: Бордо I, Бордо II і Бордо III. У 1971 році офіційно засновано Університет Бордо III на базі факультетів філології та гуманітарних наук університету Бордо. У 1990 році університет названий на честь французького письменника і філософа Мішеля де Монтеня.

## Структура
До складу університету входить 3 факультети, 3 інститути і докторська школа «Монтень та гуманітарні науки». Факультети поділено на департаменти.
- Факультет гуманітарних наук.
  - Мистецтво.
  - Історія.
  - Історія мистецтва та археологія.
  - Філологія
  - Філософія
- Факультет мов і цивілізацій.
  - Англомовні цивілізації.
  - Іберійські та американські цивілізації.
  - Германські та слов'янські цивілізації.
  - Східні та далекосхідні цивілізації.
  - Прикладні іноземні мови.
  - Лінгвістика.
- Науки про території та комунікації.
  - Географія, наука про території та простори.
  - Наука про інформацію та комунікаціях.
  - Доброустрій, туризм та урбанізм.